# Рас-Канайєс
Рас-Канайєс – газоконденсатне родовище у Західній пустелі Єгипта, яке знаходиться на північному сході басейну Шушан-Матрух.
Родовище Рас-Канайєс відкрили у 1992 році унаслідок спорудження на однойменному концесійному блоці трьох свердловин. Поклади вуглеводнів виявились пов’язаними із горизонтом Верхня Сафа середньоюрської формації Хататба, пористість якої на родовищі становить від 9% до 11%, а ефективна товщина продуктивного інтервалу досягає 31 метра.
Запаси родовища оцінювали у 17 – 20 млрд м3. Втім, у 2002 році при введенні Рас-Канайєс в експлуатацію добовий видобуток становив 0,5 млн м3 газу та 2130 барелів конденсату (разом біля 5 тисяч барелів нафтового еквівалента), а у 2010-му середньодобова продукція родовища становила вже лише 127 барелів нафтового еквівалента. Того ж року споруджена на блоці ровідувальна свердловина Prince-1 показала на тестуванні результат у 1,13 млн м3 газу та 1600 барелів конденсату на добу, але, незважаючи на її введення в експлуатацію у наступному році, середньодобовий видобуток для 2011-го зріс не набагато – до 242 барелів нафтового еквівалента.
Для видачі продукції Рас-Канайєс сполучили трубопроводом діаметром 150 мм із родовищем Рас-Ель-Хекма, яке в свою чергу сполучене із установкою підготовки Тарек. При цьому вже у 2003 році на Рас-Канайєс стали потрібні компресорні потужності, які б забезпечували підтримку в системі достатнього тиску.
Первісно інвесторами для блоку Рас-Канайєс виступали норвезька Norsk Hydro (оператор) та кувейтська Kuwait Foreign Petroleum Exploration Company (KUFPEC) з частками у 70% та 30% відповідно, а після відкриття 1992-го року ці частки були змінені до 63,64% та 36,36%. В 1996-му Norsk Hydro продала свої права іспанській Repsol, яка станом на 1999 рік вже поступилась 25,46% американській Apache та 6,36% австралійській Novus. В 2001-му Apache викупила частки у Repsol та Novus і сконцентрувала 63,64% участі.
За усталеним в Єгипті порядком, розробка відкритих за участі іноземних інвесторів родовищ провадиться через спеціально створені компанії-оператори, при цьому для Рас-Канайєс в 2001 році таким оператором стала Khalda Petroleum Company.